# Verwaltungsgemeinschaft Dolmar-Salzbrücke
De Verwaltungsgemeinschaft Dolmar-Salzbrücke  in het Thüringische landkreis Schmalkalden-Meiningen is een gemeentelijk samenwerkingsverband waarbij 15 gemeenten zijn aangesloten. Het bestuurscentrum bevindt zich in Schwarza.

## Deelnemende gemeenten
1. Belrieth
2. Christes
3. Dillstädt
4. Einhausen
5. Ellingshausen
6. Kühndorf
7. Leutersdorf
8. Neubrunn
9. Obermaßfeld-Grimmenthal
10. Ritschenhausen
11. Rohr
12. Schwarza
13. Utendorf
14. Vachdorf
15. Wölfershausen

Aschenhausen ·
Belrieth ·
Birx ·
Breitungen/Werra ·
Brotterode-Trusetal ·
Christes ·
Dillstädt ·
Einhausen ·
Ellingshausen ·
Erbenhausen ·
Fambach ·
Floh-Seligenthal ·
Frankenheim/Rhön ·
Friedelshausen ·
Grabfeld ·
Kaltensundheim ·
Kaltenwestheim ·
Kühndorf ·
Leutersdorf ·
Mehmels ·
Meiningen ·
Melpers ·
Neubrunn ·
Oberhof ·
Oberkatz ·
Obermaßfeld-Grimmenthal ·
Oberweid ·
Rhönblick ·
Rippershausen ·
Ritschenhausen ·
Rohr ·
Rosa ·
Roßdorf ·
Schmalkalden ·
Schwallungen ·
Schwarza ·
Steinbach-Hallenberg ·
Stepfershausen ·
Sülzfeld ·
Untermaßfeld ·
Unterweid ·
Utendorf ·
Vachdorf ·
Wasungen ·
Zella-Mehlis

Verwaltungsgemeinschaften: Dolmar-Salzbrücke · Hohe Rhön · Wasungen-Amt Sand